# Pico de tres Mares
De Pico (de) Tres Mares of Tresmares is een bergtop in het Cantabrisch gebergte in het noorden van Spanje, gelegen in de autonome regio Cantabrië op de grens met Castilië en León (provincie Palencia). 
De top bevindt zich op een hoogte van 2.171 meter boven zeeniveau en is gesitueerd nabij het skigebied Alto Campoo. Zijn naam – letterlijk "Piek van de Drie Zeeën" – verwijst naar het feit dat vanaf deze top drie rivieren hun oorsprong vinden, die elk in een andere zee uitmonden (de Pisuerga in de Atlantische Oceaan, de Híjar-Ebro in de Middellandse Zee en de Nansa in de Cantabrische Zee). De berg is dus een tripelpunt.
De berg biedt uitzicht over de montes de Campoo en Saja in het noorden, de Picos de Europa in het noordwesten, Fuentes Carrionas en Montaña Palentina in het westen, en de Spaanse Hoogvlakte (meseta) in het zuiden.